# Robert Gordon (réalisateur)
Pour les articles homonymes, voir Robert Gordon.
Robert Gordon, né le 21 août 1913 à Pittsburgh et mort le 1er décembre 1990 à Los Angeles, est un acteur et réalisateur américain.